# Krasnoarmeiski (Saràtov)
|  | Per a altres significats, vegeu «Krasnoarmeiski». |

Krasnoarmeiski (en rus: Красноармейский) és un poble (un possiólok) de l'óblast de Saràtov, a Rússia, segons el cens del 2010 tenia 664 habitants. Pertany al districte municipal de Romànovka.